# Сінна (Нерчинський район)
Сі́нна (рос. Сенная) — село у складі Нерчинського району Забайкальського краю, Росія. Входить до складу Кумакинського сільського поселення.

## Населення
Населення — 72 особи (2010; 118 у 2002).
Національний склад (станом на 2002 рік):
- росіяни — 99 %